# Анео
Анео (фр. Annéot) насеље је и општина у источном делу централне Француске у региону Бургоња, у департману Јон која припада префектури Авалон.
По подацима из 2011. године у општини је живело 144 становника, а густина насељености је износила 23,49 становника/km². Општина се простире на површини од 6,13 km². Налази се на средњој надморској висини од 188 метара (максималној 307 m, а минималној 152 m).

## Демографија
| 1962. | 1968. | 1975. | 1982. | 1990. | 1999. | 2011. |
| ----- | ----- | ----- | ----- | ----- | ----- | ----- |
| 44    | 52    | 54    | 58    | 75    | 102   | 144   |

График промене броја становника у току последњих година